# دیوید کرمپوتیچ
دیوید کرمپوتیچ (انگلیسی: David Krmpotich؛ زادهٔ ۲۰ آوریل ۱۹۵۵) ورزشکار روئینگ اهل ایالات متحده آمریکا است.
وی در مسابقات کشوری و بین‌المللی در مجموع برندهٔ ۱ مدال نقره، ۱ مدال برنز شده‌است.